# Strongwellsea castrans
Strongwellsea castrans är en svampart som beskrevs av A. Batko & Weiser 1965. Strongwellsea castrans ingår i släktet Strongwellsea och familjen Entomophthoraceae.   Inga underarter finns listade i Catalogue of Life.